# Pictures
Pictures es un juego de mesa para entre tres y cinco jugadores creado por los diseñadores de juegos Christian y Daniela Stöhr y publicado en 2019 por la editorial PD-Verlag. En 2020 se publicó una edición en español a cargo de Ediciones MasQueOca.
Pictures es un juego familiar rápido con reglas muy sencillas  En el transcurso de la partida el jugador intenta hacer que los demás jugadores adivinen una imagen formando figuras a partir de los cubos, cordones y palos contenidos en la caja del juego.
Pictures ganó el premio alemán Spiel des Jahres en 2020, considerado el premio más relevante en el campo de los juegos de mesa.